# Hohenwarterjeva hiša
Hohenwarterjeva hiša je razkošna meščanska stavba na Glavnem trgu v Celju.
Portal nosi latinski in nemški napis: Nec mihi nec tibi – weder mir, weder dir. Pod angelsko glavico in perutmi v medaljonu je letnica 1543, čez katero je naknadno vklesana letnica 1673.